# Tararua (genre)
Genre
Tararua est un genre d'araignées aranéomorphes de la famille des Agelenidae.

## Distribution
Les espèces de ce genre sont endémiques de Nouvelle-Zélande.

## Liste des espèces
Selon World Spider Catalog (version 17.0, 04/06/2016) :
- Tararua celeripes (Urquhart, 1891)
- Tararua clara Forster & Wilton, 1973
- Tararua diversa Forster & Wilton, 1973
- Tararua foordi Forster & Wilton, 1973
- Tararua puna Forster & Wilton, 1973
- Tararua ratuma Forster & Wilton, 1973
- Tararua versuta Forster & Wilton, 1973

## Publication originale
- Forster & Wilton, 1973 : The spiders of New Zealand. Part IV. Otago Museum Bulletin, vol. 4, p. 1-309.